# Триантимонид родия
Триантимонид родия — бинарное неорганическое соединение
родия и сурьмы с формулой RhSb3,
кристаллы.

## Получение
- Сплавление чистых веществ в инертной атмосфере:

{\displaystyle {\mathsf {Rh+3Sb\ {\xrightarrow {900^{o}C}}\ RhSb_{3}}}}

## Физические свойства
Триантимонид родия образует кристаллы
кубической сингонии,
пространственная группа I m3,
параметры ячейки a = 0,9229 нм, Z = 8,
структура типа триарсенид кобальта CoAs3
.
Соединение образуется по перитектической реакции при температуре 900°С .
Соединение проявляет полупроводниковые свойства
.